# Harald Brattbakk
Harald Brattbakk, né le 1er février 1971 à Trondheim (Norvège), est un footballeur norvégien, qui évoluait au poste d'attaquant au Rosenborg BK et en équipe de Norvège.
Brattbakk a marqué cinq buts lors de ses dix-sept sélections avec l'équipe de Norvège entre 1995 et 2004. 

## Biographie
Harald Brattbakk évoluait au club de Rosenborg BK à Trondheim, où il inscrivit de nombreux buts entre 1990 et 2006, devenant le meilleur buteur de l'histoire du Championnat de Norvège de football, avec 166 buts au compteur. 
Il a porté les couleurs du Celtic FC entre 1997 et 2000, mais a eu du mal à s'imposer à Glasgow.
Il fut sélectionné 17 fois sous le maillot de la Norvège, marquant 5 buts.
Il annonça sa retraite sportive le 20 février 2006.

## Palmarès

### En club
- Champion de Norvège en 1994, en 1995, en 1996, en 1997, en 2001, en 2002, en 2003 et en 2004 avec Rosenborg Trondheim
- Champion d'Écosse en 1998 avec le Celtic de Glasgow
- Champion du Danemark en 2001 avec le FC Copenhague
- Vainqueur de la Coupe de Norvège en 1993 avec le FK Bodø/Glimt, en 1995 et en 2003 avec Rosenborg Trondheim

### En Équipe de Norvège
- 17 sélections et 5 buts avec  entre 1995 et 2004

### Distinctions individuelles
- Meilleur buteur du championnat de Norvège en 1994 (17 buts), en 1995 (27 buts), en 1996 (28 buts), en 2002 (17 buts) et en 2003 (17 buts)
- Élu meilleur attaquant du championnat de Norvège en 1994, en 1995, en 1997 et en 2003